# TV Powww!
TV Powww! foi um programa de televisão estilo game show, exibido à tarde pelo SBT, entre 1984 e 1986.
O programa era baseado no formato de mesmo nome, exibido nos Estados Unidos e foi o precursor no uso de jogos de videogame e jogos de computador na televisão brasileira.
Os jogos eram simples e o telespectador gritava "pow" para o vídeo jogo realizar a ação. 
Os telespectadores ligavam para os apresentadores no famoso telefone 236-0873 e, numa das telas do cenário, aparecia um jogo de computador. O telespectador tinha que gritar pow sucessivamente e, se conseguisse concatenar os gritos com os movimentos do jogo, ganhava pontos que se transformavam em dinheiro. A estreia foi em agosto de 1984 sob o comando do comunicador Paulo Barboza. O programa durou até 1986, porém, continuou como um quadro do programa Bozo.  O programa foi responsável por introduzir no Brasil os seriados mexicanos de sucesso Chaves e Chapolin.

## Apresentadores
- Mara Maravilha
- Charles Myara
- Luis Ricardo
- Sergio Mallandro
- Paulo Barboza
- Tânia Alves
- Christina Rocha
- Gugu Liberato
- Wagner Montes